# Контракт (фільм, 2006)
«Контракт» (англ. The Contract) — фільм спільного виробництва США і Німеччини, що вийшов на екрани в 2006  році. Через присутність у ньому сцен насильства, фільм отримав рейтинг R (див. Система рейтингів Американської кіноасоціації). Головні ролі у фільмі виконали американські кіноактори Морган Фрімен і Джон К'юсак. Зйомки «Контракту» проходили в околицях болгарської столиці Софії, місті на північно-заході США Спокані і Вашингтоні (округ Колумбія).

## Сюжет
Рей Кін — овдовілий колишній поліцейський, який нині працює спортивним тренером. Після смерті дружини, відносини Рея з їх єдиним сином-підлітком Крісом байдужіють з кожним днем. Щоб якось виправити цю ситуацію, Рей організовує похід по лісі в якому йде разом з Крісом. З моста вони бачать двох потопаючих в річці людей, і біжать до берега, щоб надати їм допомогу. Один з них, важко поранений, а руки другого скуті наручниками. Поранений показує Рею посвідчення працівника силових відомств і повідомляє, що людина в наручниках це Френк Карден — небезпечний державний злочинець. Він просить Рея зробити все можливе, щоб передати його владі і не дати можливості втекти, після чого вмирає.
Рей вирішує виконати прохання, але незабаром розуміє, що їх переслідують спільники Френка Кардена, які готові на все, щоб визволити його. Рей стає перед вибором: далі ризикувати своїм життям, а головне — життям і здоров'ям свого сина, заради того, щоб не дати заарештованому втекти, або відпустити Кардена в винності якого він вже почав сумніватися.

## У ролях
| Актор          | Роль             |
| -------------- | ---------------- |
| Морган Фрімен  | Френк Карден     |
| Джон К'юсак    | Рей Кін          |
| Джемі Андерсон | Кріс Кін         |
| Еліс Кріге     | агент Гвен Майлс |
| Меган Доддс    | Сандра           |
| Корі Джонсон   | Дейвіс           |
| Джонатан Гайд  | Тернер           |